# Pierre Rousselot
Pierre Rousselot (* 29. Dezember 1878 in Nantes; † 25. April 1915 bei Éparges (gefallen)) war ein französischer Jesuit, Philosoph und Theologe.

## Leben
Rousselot trat 1895 in die Gesellschaft Jesu ein und studierte in Canterbury Philosophie und Theologie. 1908 wurde er zum Priester geweiht und an der Sorbonne zum Doktor der Philosophie promoviert. Von 1909 bis zu seiner Einberufung in den Wehrdienst während des Ersten Weltkrieges (1914) war er Professor für Dogmatik am Institut Catholique in Paris. Er fiel 1915 bei Éparges.

## Philosophisch-Theologischer Ansatz
Rousselots Philosophie und Theologie geht von Thomas von Aquin aus und bestimmt in Anlehnung an Maurice Blondel das Verhältnis von Natur und Gnade. Dem Offenbarungshandeln Gottes muss im Menschen eine Erkenntnisfähigkeit gegenüberstehen, die Rousselot als übernatürlich erhöht auffasst. „Die vielfältigen ‚Zeichen‘, in denen die Offenbarung erscheint, erschließen den Zugang zur Offenbarungswirklichkeit und lassen die Zustimmung zur Offenbarung als berechtigt und verantwortbar erscheinen. Aber diese sogenannte Glaubwürdigkeitserkenntnis ereignet sich erst, wenn der Offenbarung, d. h. dem Ruf Gottes zu unmittelbarer Gemeinschaft, zugestimmt wird. Glaubwürdigkeitserkenntnis und Glaubenszustimmung bilden somit eine untrennbare Einheit; sie sind zwei zu unterscheidende Aspekte ein und desselben Aktes, des Glaubensvollzuges.“
Im deutschen Sprachraum wurden vor allem Hans Urs von Balthasar und Karl Rahner von Rousselot beeinflusst.

## Werke
- L’Intellectualisme de saint Thomas. Paris 1908, 3. Auflage 1936, Online-Ressource (Hrsg.: A. Raffelt, UB Freiburg).
- Les Yeux de la foi. (1910) (dt.: Die Augen des Glaubens. Mit einer Einführung von Josef Trütsch. Aus dem Französischen übersetzt von Albert Mantel und Hans Urs von Balthasar. Einsiedeln: Johannes 1963)